# Białków Górny
Białków Górny – wieś w Polsce położona w województwie wielkopolskim, w powiecie kolskim, w gminie Kościelec.
W latach 1975–1998 miejscowość administracyjnie należała do województwa konińskiego.
Miejscowość leży 7 km na zachód od centrum Koła, po zachodniej stronie drogi wojewódzkiej nr 470 łączącej Kościelec z Turkiem.